# Valentin Mândâcanu
Valentin Mândâcanu (n. 27 iulie 1930, Bălți, România – d. 29 octombrie 2012, Chișinău, Republica Moldova) a fost un filolog, lingvist, traducător și publicist din Republica Moldova, deputat în Parlamentul Republicii Moldova între anii 1990-1994.
Valentin Mândâcanu este unul din cei 278 de semnatari ai Declarației de Independență a Republicii Moldova.

## Biografie
Valentin Mândâcanu s-a născut pe 27 iulie 1930, în satul Mihăileni, județul Bălți, Regatul României. Fiul lui Roman Mândâcanu, directorul școlii unde a învățat lingvistul de notorietate mondială Eugen Coșeriu. A terminat trei clase la Liceul „Ion Creangă” din Bălți, după care, în 1944, se refugiază cu părinții peste Prut, la Craiova. După absolvirea Institutului Pedagogic din Chișinău, devine profesor la Școala Pedagogică din Călărași. În 1966 este angajat redactor-stilizator la revista „Moldova”.
A debutat editorial cu volumul „Exprimarea corectă” (1967). Mai târziu a activat în calitate de traducător la Agenția Telegrafică a Moldovei (ATEM), apoi, în cea de colaborator la „Enciclopedia sovietică moldovenească” (1979), de unde a fost concediat, fiind învinuit de „românizarea” limbii.
Volumul său „Cuvântul potrivit la locul potrivit” (1979, 1987) s-a dovedit extrem de oportun în munca de promovare și cultivare a limbii române în Basarabia. A mai editat cărțile „Între acasă și acasă” (2000) și „Spărturi în gheața tăcerii” (2008).
Valentin Mândâcanu este cunoscut de către toată lumea, înainte de toate, ca un luptător înflăcărat pentru limba română și revenirea la alfabetul latin. În 1988, el a publicat în nr. 4 al revistei „Nistru” eseul-manifest „Veșmântul ființei noastre”, care a avut o largă rezonanță și a declanșat o adevărată mișcare socială pentru revenirea la grafia latină.
În 1996 a fost distins cu Medalia „Meritul Civic”.
În 2009 a devenit cetățean de onoare al Chișinăului.
În 2010 Valentin Mândâcanu a fost decorat de Președintele interimar al Republicii Moldova Mihai Ghimpu cu „Ordinul Republicii”, pentru merite deosebite în afirmarea adevărului științific și a valorilor spirituale naționale și pentru activitate literară și publicistică prodigioasă.
S-a stins din viață în dimineața zilei de 29 octombrie 2012, la vârsta de 82 de ani.
| “                     | Ocrotind limba maternă, ocrotim un stîlp de nădejde, păzim acel areal de spirit, pe care poporul se simte statornic și puternic | ” |
| — Valentin Mândâcanu, | |   |

## Opere

#### Scrieri:
- Cuvîntul potrivit la locul potrivit, Chișinău: Cartea mold., 1979;
- Cuvîntul potrivit la locul potrivit, Chișinău: Cartea mold., 1987;
- Veșmântul ființei noastre. în: Revista „Nistru”, Nr. 4, aprilie, 1988;[11]
- Între acasă și acasă :Trăite... Văzute... Auzite..., Chișinău: Civitas, 2000. 9975-936-62-6;
- Limba strămoșească e o muzică / Valentin Mândâcanu. În: Limba maternă - floare eternă. Antologie de poezii, eseuri și cugetări despre limba română / coord.: Valeriu Culev, Chișinău: Ed. Dep. Relații Naț. și Funcț. Limbilor, 2000. 9975-9560-9-2;
- Spărturi în gheața tăcerii: Veșmântul ființei noastre ; Laudă ție, Interbelic românesc, Chișinău: S.n., 2008. 978-9975-77-086

#### Traduceri:
- Viața lui Beethoven / Romain Rolland, Chișinău: Cartea mold., 1971;
- Saint-Exupery / Marcel Mijo, Chișinău: Cartea mold., 1975;
- Miturile Egiptului antic / Rebecca Rubinstein, Chișinău: ARC, 2008. 978-9975-61-450-4